# Махова Людмила Борисівна
Людми́ла Бори́сівна Ма́хова (нар. 20 листопада 1983, Ленінград, Ленінградська область, РРФСР, СРСР) — російський музикант, композитор, скрипачка, співачка, автор текстів пісень, засновниця гурту «Дайте Два».

## Біографія

### Сім'я
Народилась 20 листопада 1983 року в Ленінграді.
Батько - фізик (напрямок – гіромагнітна радіоелектроніка), мати – економіст, спеціаліст в області впровадження технічних інновацій. Бабуся – Махова Людмила Василівна – викладач хімії, теоретик педагогіки.

### Освіта
Навчалась музики з 4 років за класом скрипки. Випускниця музичного лицією при комітеті з культури Санкт-Петербургу (Клас педагога І.М. Леонової). Продовжила освіту в музичному навчальному закладі імені Римського-Корсакова за напрямком «артист симфонічного оркестру, спеціальність - скрипка» (Клас педагога Л.М. Гуревич).
Також є випускницею IFL (Institute of Foreign Languages) за спеціальністю «лінгвістика та міжкультурна комунікація» (2002. Науковий керівник дипломної роботи - О.І. Бродович) та магістратури філологічного факультету Санкт-Петербурзького державного університету за  напрямком «лінгвістіка» (2006. Науковий керівник І.В. Недялков). Навчалась в аспірантурі філологічного факультету Санкт-Петербурзького державного університету за напрямком «Порівняльно-історичне, зіставне та типологічне мовознавство». Тема кандидатської дисертації — «Культурно-конотований компонент в художньому тексті на матеріалі 7 перекладів роману Л.М. Толстого «Анна Кареніна» англійською мовою». Дисертацію не захищено з причини переїзду в Москву та початку існування гурту «Дайте Два».
Навчалась академічному та естрадно-джазовому вокалу у різних виконавців, серед яких Людмила Калайда, Олег Бессмєльцев, Катерина Бєлоброва, Інна Желанна.

### Творчість
| Гурт                 | Участь |
| -------------------- | --- |
| Дайте Два            | засновниця, вокалістка, автор музики, автор тексту. (2007 – наш час) |
| Алиса                | спільний трек «Война» (альбом «2012»), бек-вокали в альбомах «2012» (пісня «Шейк»), «Цирк» (пісни «Музыка», «Когда окончится день»), «Эксцесс» (пісня «Трибунал любви». Також брала участь у триб'юті О. «Рикошету» Аксьонову «Выход дракона» (2009) (вокал у пісні «Девушка гангстера», бек-вокали в піснях «Дух» (викон. Констянтин Кінчев) та «Чёрные очки» (викон. Сергій Шнуров). |
| 25/17                | скрипка, бек-вокал (пісня «Звезда» з альбому «Песни о любви и смерти» (2012), концертний альбом «Бортовой журнал, 10 лет на волне» (2013), спільний трек «Печень» (концертний альбом «Русский подорожник. Концерт в Москве») |
| F.P.G.               | скрипка, пісня «Ещё не вечер», кавер на пісню В.С. Висоцького. Живі виступи (2006 – наш час) |
| Louna                | скрипка, живі виступи (2013-2014) |
| Trinity Soldiers     | вокал у спільному треці «Живи и рдуйся» (2013) |
| Йорш                 | скрипка в піснях «Одиночество» (альбом «Держитесь», 2016), «Фонтаны» (альбом «Сквозь Тьму», 2017) |
| ДМЦ                  | скрипка, живі виступи (2013 – наш час), партії скрипки в альбомах «Маскарад» (2013), «Партизанская любовь» (2014), «Целуй ниже» (2017), гостьовий вокал та бек-вокал у пісні «Зима» (2018) |
| 7раса                | скрипка, живі виступи (2012 – наш час) |
| Нуки                 | живі виступи (2015) |
| Растич и Атцы        | скрипка, бек-вокал, живі виступи (2015-2017) |
| Boozmen Acoustic Jam | скрипка, бек-вокал, живі виступи (2015-2017) |
| Country Hell         | скрипка, бек-вокал, авторство текстів, живі виступи (2018 – наш час) |
| Duo Ro               | скрипка, бек-вокал, авторство текстів, живі виступи (2018 – наш час), альбом Lost in Lavender Fields (2020) |
| Родина               | бек-вокал (2019 – наш час) |
| Последний пионер     | скрипка, гостьовий вокал «Песня плюшевого мишки» (альбом «Верь мне», 2017), спільний трек та текст гостьового куплету в песні «Нет нас», скрипка в пісні «Венчальная» (альбом «Мертворождённый» (2016) |
| Disco RD             | гостьовий вокал у пісні «Я иду» (альбом «Живой», 2017) |
| LASCALA              | гостьовий куплет та бек-вокал у пісні «Дурочка с Севера» (deluxe-версия альбому «Мачете», 2015) |
| Lori!Lori!           | гостьовий куплет та бек-вокал у пісні «Пустой», авторство тексту песні «Брось меня», співавторство в тексті песні «Домой» (альбом «Третий круг», 2017) |
| Touretto             | гостьовий вокал у пісні «Я ненавижу людей» (альбом «Мой мир другой», 2020) |
| Дартвейдерз          | співзасновниця (разом з Д. Бородіним та С. Гамкрелідзе), співавтор матеріалу. |

### Факти
- вокальний діапазон Людмили Махової на початок 2020 року складав 4 октави;
- не володіє абсолютним слухом, але володіє дуже точним відносним слухом;
- є амбідекстром;
- любить, коли її називають Люсею, Людмилою, Люсьєн чи Люсі та не може терпіти варіант «Люда» з суб'єктивних, але дуже поважних причин;
- прізвисько «Теща» отримала в 11 років. На нього відкликається досі.

### Художня проза
«Прихід білого ведмедя. Зоопарк»  — СПб. Друкарський комплекс «Гаванський», 2005. ISBN 5-9900443-1-3

### Збірки текстів пісень
«Деякі тексти» — СПб. ЦНІТ «Астеріон», 2015. ISBN 978-5-00045-316-2

### Наукові публікації
- «Історія російсько-британських мовних контактів в області художнього переводу». Стаття. Збірка матеріалів XXXVIII міжнародної філологічної конференції. Актуальні проблеми перекладознавства під редакцією В.І. Шадріа. — СПб. Факультет філології та мистецтв, Санкт-Петербурзький державний університет, 2009.
- «Проблеми переводу культурно та історично конотованих лексем, що виражають елементи російського костюму». Стаття. Збірка матеріалів XXXIX міжнародної філологічної конференції. Актуальні проблеми перекладознавства під редакцією В.І. Шадрина. — СПб. Факультет філології та мистецтв, Санкт-Петербурзький державний університет, 2010.
- «Культурно-конотована адміністративна лексика в перекладах «Анни Кареніної» англійською мовою».[6] СПб. Науково-теоретичний журнал «Спільнота. Середовище. Розвиток (Terra Humana). ВАК, 2011.

## Відеографія

#### Дайте Два
- 2011 — Пятая масть feat. Антон Пух (режисер Олег Флянгольц)
- 2013 — Джекилл и Хайд (DIY-video)
- 2014 — Север (режисер Денис Даєр)
- 2014 — Диванные войска (DIY-video)
- 2015 — Свитер с оленями (DIY-video)
- 2016 — По нерезиновой (DIY-video)
- 2018 — Бокс feat. Кеш (режисер Олександр Гагарінов)
- 2019 — Коко Шанель (режисер Андрій Близнюк)
- 2019 — В роуминге[7] (режисер - Карлен Соболєв)
- 2019 — Змея (режисер Олексій Тихонюк)
- 2020 — Рот в рот feat. Zavali (реж. Андрій Близнюк, Людмила Махова)

#### Інші гурти
- 2011 — Лёд 9 —  «Ад холода» за участі Костянтина Кінчева (режисер Олексій Храмцов)
- 2013 — F.P.G. — «Там, где ты есть», за участі Чачі Іванова, Іллі Чорта, КняZz (режисер Ровшан Вахідов)
- 2015 — Lori! Lori! — «Брось меня» (режисер Валерій Букша)
- 2019 — Контакты — «Сидоров» (режисер Алексій Тихонюк)
- 2019 — Родина — «Не стремай» (режисер Андрій Близнюк)
- 2020 — Touretto — «Я ненавижу людей» (DIY-video)